# Hubbard Gletscher
Hubbard Gletscher är en glaciär i Grönland (Kungariket Danmark).   Den ligger i kommunen Qaasuitsup, i den nordvästra delen av Grönland, 1 600 km nordväst om huvudstaden Nuuk. Hubbard Gletscher ligger 373 meter över havet.
Terrängen runt Hubbard Gletscher är kuperad.  Trakten runt Hubbard Gletscher är nära nog obefolkad, med mindre än två invånare per kvadratkilometer. Trakten runt Hubbard Gletscher är permanent täckt av is och snö.